# Barbula subcomosa
Barbula subcomosa är en bladmossart som beskrevs av Brotherus 1899. Barbula subcomosa ingår i släktet neonmossor, och familjen Pottiaceae. Inga underarter finns listade i Catalogue of Life.